# رستم ميرزا
رستم ميرزا (1381 - 1424/25) أمير تيموري وحفيد لتيمورلنك في آسيا الوسطى من ابنه الأكبر عمر الشيخ ميرزا الأول.
لم يحكم رستم ميرزا أبدًا كملك مستقل ويرتبط بشكل أساسي بحكمه على مدينة أصفهان التي اكتسبها وخسرها عدة مرات في صراعات السلطة بعد وفاة تيمور.

## سيرة شخصية
ولد رستم عام 1381 وكان الابن الوحيد لعمر شيخ ميرزا الأول من زوجته قطلو طرخان آغا. توفي والده ، وهو الابن الأكبر لأبناء تيمور الأربعة ، عام 1394 عندما كان رستم في الثالثة عشرة من عمره.  انضم رستم لاحقاً إلى الجيش التيموري، ونشط خلال العقد الأخير من حياة جده.  عندما تسبب أخوه غير الشقيق بير محمد في غضب تيمور ، حصل رستم على منصب حاكم فارس . بعد أن عاد أخوه إلى نعمة جده الحسنة عام 1402 ، انتقل رستم إلى حكم أصفهان . 

## الحروب التيمورية
بعد وفاة تيمور في عام 1405 اندلع صراع على السلطة بين نسله على الرغم من أن أبناء عمر شيخ كانوا اسمياً على الأقل تحت سلطة عمهم شاه رخ.  وقد تحالف رستم حاكم أصفهان مع ابن عمه عمر بن ميران شاه، حيث شن الأميران حملة عسكرية ضد أبو بكر بن ميران شاه (شقيق عمر) ونجحت في الاستيلاء على موكب أمتعته. في أبريل 1406 تحالفوا مع أخوي رستم بير محمد وإسكندر وشنوا هجومًا مشتركًا على أبو بكر. ومع ذلك ، خرج الأخير منتصرًا وواصل علاقاته وحاصر أصفهان في يونيو - يوليو. على الرغم من وجود رستم في المدينة في ذلك الوقت ، إلا أنه لا يبدو أنه شارك في الدفاع عنها، ربما بسبب إصابته بالعجز نتيجة المرض. وبدلاً من ذلك، قاد المقاومة أحد مستشاري الأمير المقربين ، قاضي أحمد السعيدي، الذي تمكن من إحباط أبو بكر، مما أدى إلى التخلي عن الحصار. 
في عام 1406/07 ، أعطى رستم الملجأ للهارب إسكندر ، الذي كان قد فر مؤخرًا من سجن بير محمد. هاجم بير محمد أصفهان ، على الرغم من أنه بعد أن فشل في الاستيلاء عليها ، دمر الأراضي المحيطة بتدمير المحاصيل وحرق المنازل وتكسير السدود. انتقامًا من هذا الهجوم ، فرض رستم واسكندر حصارًا على شيراز عاصمة بير محمد ، رغم أنهما لم ينجحا بالمثل. وبدلاً من ذلك ، قرروا نهب شرق فارس ، من نيريز إلى دراراب ، وهو فعل ساعدهم فيه بعض أتباع أخيهم المنشقين ، بما في ذلك العديد من الحكام. غاضبًا ، طارد بير محمد الأميرين ، بهدف شن هجوم آخر على أصفهان. ومع ذلك ، كان رستم واسكندر قد أُجبروا في السابق على مغادرة المدينة بسبب وباء الطاعون. وبدلاً من ذلك التقى الجيشان بالقرب من مرج غاندومان وفي المعركة التي تلت ذلك ، هُزم رستم واسكندر.  هرب الاثنان إلى الشرق ، مع رستم لجأ إلى شاروخ في هرات. 

## الحياة اللاحقة والموت
بحلول عام 1412 ، توفي بير محمد وأصبحت معظم أراضيه السابقة تحت سيطرة إسكندر.  تمت دعوة رستم لاستعادة أصفهان من قبل القاضي أحمد السعيدي ، الذي كان يحكم المدينة منذ عدة سنوات. ومع ذلك ، نتيجة المؤامرات بين أمرائه ، سرعان ما اقتنع رستم بقتل السعيدي. تمت دعوة هذا الأخير مع ابنه إلى وليمة بمناسبة عيد الأضحى، حيث اغتيل كلاهما. غضب سكان المدينة من جريمة القتل وسرعان ما انقلبوا على الأمير ، ودعوا إسكندر للسيطرة على المدينة. على الرغم من أن رستم حاول محاربة أخيه ، إلا أنه بدون دعم المدينة لم يكن قادرًا على المقاومة وأجبر على الفرار مرة أخرى.  توجه أولاً إلى تبريز لطلب المساعدة من قره يوسف من قره كويونلو ، على الرغم من عدم جدوى ذلك ، عاد مرة أخرى إلى شاروخ في هرات. 
عندما سار شاروخ ضد إسكندر عام 1414/15 بعد أن تمرد الأخير ، رافق رستم وأخوهم الآخر باقارة عمهم في قطار أمتعته.  بعد هزيمة اسكندر ، عادت السيطرة على أصفهان إلى رستم ، وكذلك حضانة شقيقه المنشق ، الذي أعماه فيما بعد.   رستم ، أكثر حذراً من إخوته ،  أثبت أنه مخلص لشاروخ.  عندما ثار اسكندر مرة أخرى في التمرد ، الآن إلى جانب باقارة ، عام 1415 ، ساعد رستم في قمعه بإعدام الأول.  في وقت لاحق ، قاد قواته إلى أذربيجان الحديثة لدعم عمه ضد نجل قره يوسف جاهان شاه . 
توفي رستم بين عامي 1424/25  وتبعه ابنان في تتابع سريع. ومع ذلك ، فيروز شاه ، القائد الأعلى لجيش شاروخ ،  فيما بعد طرد أتباع رستم ونقل حكم أصفهان إلى أخيه. 

## عائلة

### زوجات ومحظيات
- مخدوم سلطان: ابنة ابن عمه بير محمد ، تزوجت لاحقًا من شقيق رستم سيد أحمد
- سعادات سلطان: ابنة غياث الدين ترخان
- دلشاد قبشق
- ايسان موغال
- بخت سلطان: ابنة الحاج خواجة سيرجبان

### الأولاد
من مخدوم سلطان
- بير محمد: تزوج من ابن عمه خورشيد بيكي. كان لديه مشكلة
- سلطان جلال الدين: تزوج بكيجان آغا ، حفيدة بير محمد شقيق رستم. كان لديه عقب.

من سعادات سلطان
- عليم شيخ
- سلطان علي ؛ كان لديه عقب.

من ديلشاد قيبشق
- عثمان (1399 - 1424/25) وأعقب
- جعفر

من ايسان موغال
- محمد قشولاي
- سويورغاتمش

من بخت سلطان
- محمد سلطان